# Yeongdong
Yeongdong (Hán Việt: "Lĩnh Đông") là một vùng tương ứng với phần phía đông tỉnh Gangwon của Hàn Quốc và phía đông tỉnh Kangwon tại Cộng hòa Dân chủ Nhân dân Triều Tiên.
Mặc dù Yeongseo được coi là phần phía tây của cả hai tỉnh và Gwandong được coi là gồm cả hai phần, "Yeongdong" tại Hàn Quốc được sử dụng thường xuyên hơn hai từ còn lại, và thường được gọi một cách không chính xác toàn thể khu vực.
Tên của vùng được đặt cho Đường sắt Yeongdong và đường cao tốc Yeongdong, hành lang giao thông chính để kết nối Seoul và Gangwon.